# Осада Вараждина (1527)

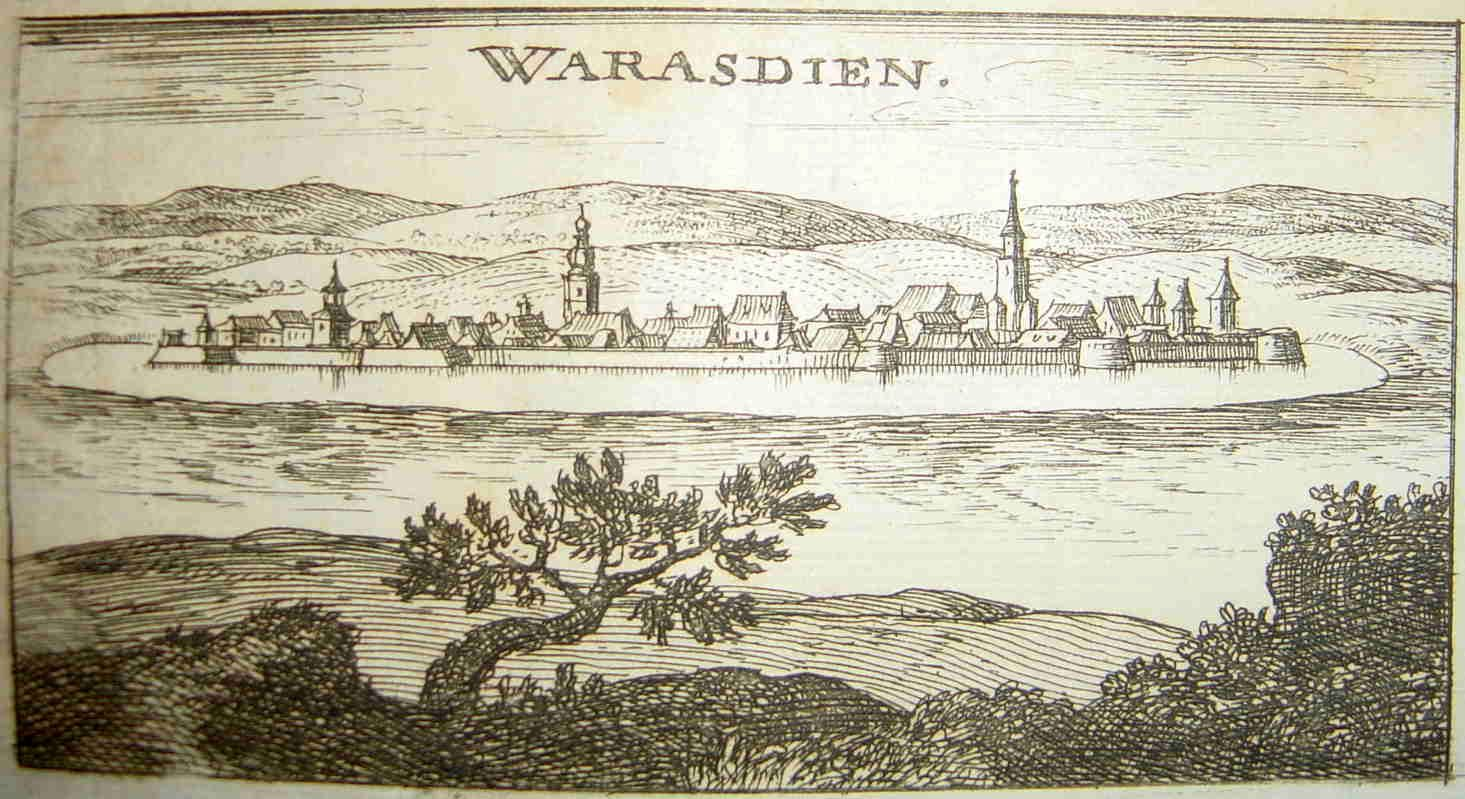
Вараждин

Осада Вараждина — эпизод междоусобной войны на территории королевства Хорватии, причиной которой стало то, что хорватские, славонские и венгерские дворянские сеймы возвели на трон разных претендентов после гибели венгерского и хорватского короля Людовика II в битве при Мохаче.

## Предыстория
После гибели Людовика II в битве при Мохаче хорватская знать собралась в Цетинграде в начале 1527 года, чтобы обсудить избрание нового короля. Их выбор пал на могущественного Фердинанда I Габсбурга, которого хорваты хотели в более значительной степени вовлечь в свои действия против экспансии Османской империи. В другой части королевства венгерские дворяне избрали своего собственного кандидата — Яноша Запойяи на дворянском сейме в Секешфехерваре в конце 1526 года. Последний был также избран и на славонском дворянском сейме, состоявшемся в Дубраве, близ Чазмы (Хорватия), под влиянием Симона Эрдоди, загребского епископа, и князя Крсто Франкопана, единственного влиятельнейшего хорватского дворянина, не присутствовавшего в Цетине. Эти события фактически привели к гражданской войне в королевстве между сторонниками двух королей.

### Кампания Фердинанда I в Венгрии
Фердинанд I начал свою военную кампанию, выступив из Вены с 20-тысячной армией в направлении Венгрии. Его войска вскоре успешно овладели городами Дьёр, Комаром, Эстергом, Вишеград и Буда, в то время как силы Запойяи отступили к реке Тиса. Тем не менее они встретились с войсками Габсбургов близ Тарцаля в Венгрии, где габсбургский генерал Николай Сальмский решительно разгромил их в битве при Тарцале. В результате Янош I Запойяи призвал своего сторонника хорватского бана Крсто Франкапана прийти ему на помощь.

## Осада Вараждина
Крсто Франкопан собрал свою 13-тысячную армию под Крижевцами, которая, по данным хорватского историка Рудольфа Хорвата, состояла из 10 000 пехоты и 3000 кавалерии. Утром 24 сентября к войску Франкопана прибыли гонцы из Вараждина, которые заявили ему о своей верности и вручили ключи от города, однако, подойдя к Вараждину, Крсто Франкопан обнаружил, что городской гарнизон придерживался стороны Габсбургов. Его войска начали рыть траншеи вокруг города и готовить осадные машины. Пока Крсто Франкопан выискивал слабые места в городских стенах, одна из пушек осаждённых открыла огонь, и один из снарядов тяжело ранил его. Рана была, по-видимому, настолько серьёзной, что обнажила его кишки, поэтому его лекари отказались даже попытаться спасти его. Умирающий Франкопан отдал приказ продолжать осаду, однако большая часть собранной им армии начала рассеиваться. Горстка солдат, оставшихся рядом с ним, понесла его в Копривницу, однако он умер от ран, добравшись лишь до Мартиянца. Его смерть стала серьёзным ударом для сторонников Яноша I Запойяи, так как они потеряли мощного сторонника в Хорватии.